# طفل الديدرية الأول

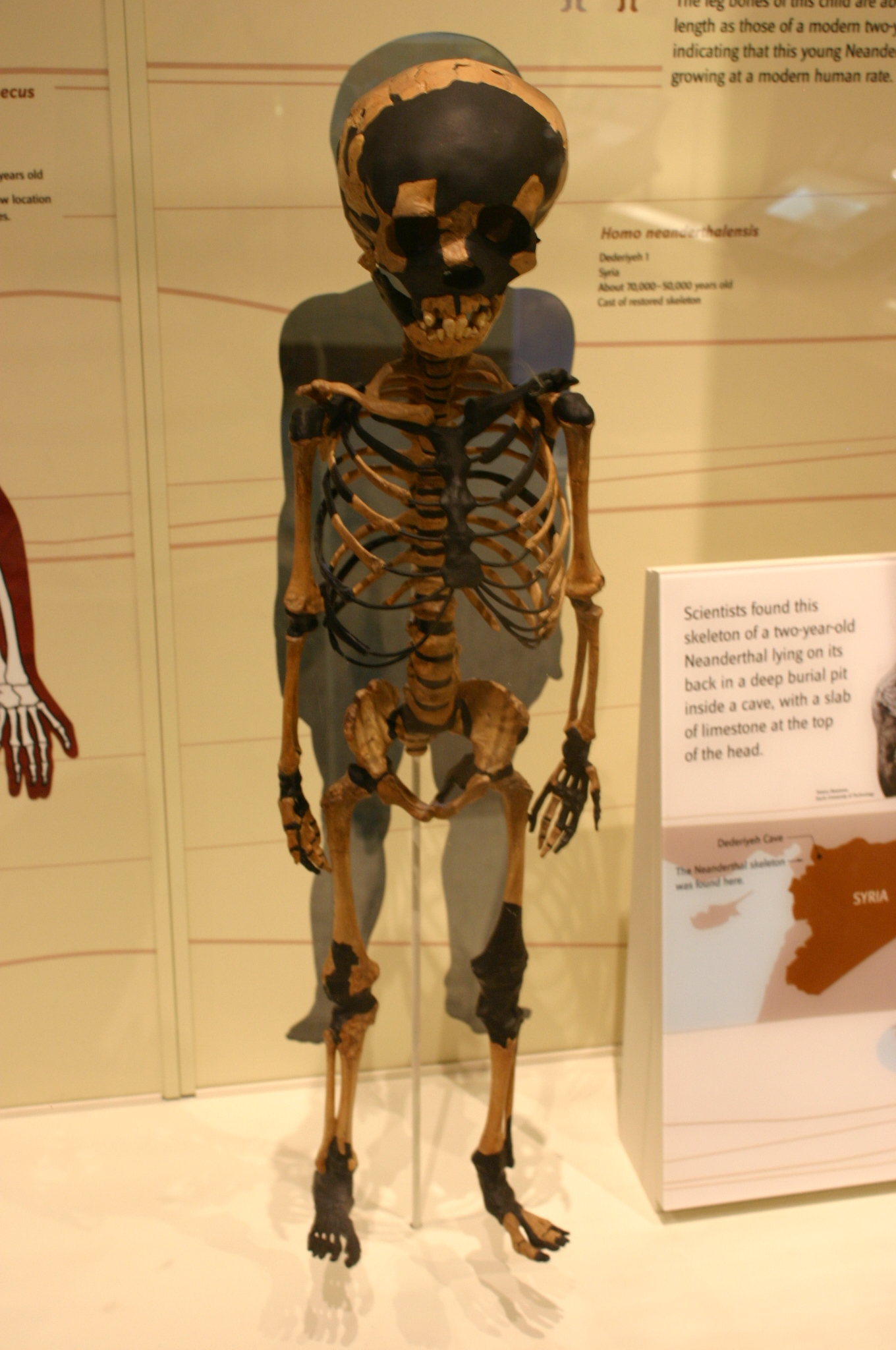
الهيكل العظمي للطفل

طفل الديدرية الأول هيكل عظمي لطفل من البشر النياندرتال تم العثور عليه في مغارة الديدرية في محافظة حلب في سورية بسنة 1993. يُقدر عمر الهيكل العظمي بحوالي 40 ألف إلى 100 ألف سنة مضت، أي إلى العصر الحجري القديم الوسيط. ويفترض أن الطفل مات وعمره سنتان ونصف. يُعد اكتشاف هذا الطفل في المشرق بمرحلة حديثة مسألة آثارية مهمة لكون وجوده يتزامن مع وجود البشر الإنسان (الاسم العلمي: Homo sapiens) في نفس المنطقة بالإضافة لأن الطفل تم العثور عليه مدفوناً بطريقة توحي بأن الدفن كان شعائرياً مما يدل على وجود شكل من أشكال الدين لدى البشر النياندرتال (باللاتينية: Homo neanderthalensis). يسمى بالأول تمييزاً له عن طفلين آخرين من البشر النياندرتال عُثر عليهما في طبقات أقدم من المغارة وإن كان هيكلهما العظمي بدرجة حفظ أقل (عدد العظام الموجودة أقل مما لدى طفل الديدرية الأول).
يتكون الهيكل العظمي من 200 قطعة عظمية، وكان قد دفن في حفرة مستلقياً على ظهره، ويداه ممدودتان، وقدماه مثنيان، وتحت رأسه بلاطة حجرية، وعلى صدره من جهة القلب أداة صوانية عليها مؤشرات تدل على عملية دفن شعائري هي من أقدم ما عرف في العالم. تمت إعادة تركيب الهيكل العظمي بعد حفظ عظامه بمواد كيميائية بعمل مشترك قام به السوري سلطان محيسن والياباني آكاوازا من جامعة كوتشي للتكنولوجيا. يتفرض الباحثون بأن طول الطفل كان 83.2 سم إن كان الطفل ذكراً أو 83.6 إن كان الطفل بنتاً، ومع أنه كان بعمر 2.5، إلا أن النياندرتال كان ينمو بسرعة أكبر من الإنسان